# Le Furet (film, 2003)
Pour les articles homonymes, voir Furet (homonymie).
Pour plus de détails, voir Fiche technique et Distribution.
Le Furet est un film français réalisé par Jean-Pierre Mocky, sorti en 2003.

## Synopsis
Le Furet (Jacques Villeret), un être mystérieux et insaisissable, circule dans les égouts et le métro. Il vient d’assassiner son quatrième truand. L’inspecteur Bart est totalement désorienté : qui est le Furet ? Un modeste serrurier espérant faire fortune, un être sans relief qu’un membre de la pègre s’imagine contrôler. Mais le Furet est-il contrôlable ?

## Fiche technique
- Réalisation : Jean-Pierre Mocky
- Scénario : Jean-Pierre Mocky d'après le roman Un furet dans le métro de Lou Cameron
- Société de distribution : Gémini Films
- Société de production :  Cabral Films et  Profidev
- Producteurs : Farid Tourab et Jacques Villeret
- Musique du film : Vladimir Cosma
- Directeur de la photographie : Edmond Richard
- Montage : Camille Caporal et Jean-Pierre Mocky
- Création des décors : Dominique Douret
- Décorateur de plateau : Pierre Chevalier
- Pays de production :  France
- Budget : plus de 995 000 €[1]
- Genre : comédie dramatique, policier
- Durée : 88 minutes
- Date de sortie :	
  - France : 29 octobre 2003

## Distribution
- Michel Serrault (Anzio)
- Robin Renucci (Bart)
- Jacques Villeret (Furet)
- Patricia Barzyk (Docteur Karadin)
- Michael Lonsdale (Don Salvadore)
- Bernadette Robert (Blanche)
- Dick Rivers (El Malo)
- Géraldine Danon (Kitty)
- Jean Abeillé (Glackspill)
- Karl Zéro (Tino)
- Dominique Zardi (Colonel Petitjean)
- Alain Foures (Vasseur)
- Hervé-Axel Colombel (Garde Angel)
- Jean-Claude Romer (Le pêcheur qui aime la bouillabaisse)
- Kamel Laadaili (Le garde du corps)
- Christian Chauvaud (Le gardien du parc)
- Juliet Hoarau  (La petite fille du parc)